# Le Couloir de la mort (film, 1978)
Pour les articles homonymes, voir Couloir de la mort (homonymie).
Pour plus de détails, voir Fiche technique et Distribution.
Le Couloir de la mort ou  L'Héritage des Vargas (The Evil) est un film américain réalisé par Gus Trikonis, sorti en 1978. Il s'agit d'un classique du cinéma d'épouvante.

## Synopsis
Le professeur de psychologie C.J. Arnold et son épouse, le docteur Caroline Arnold, ont acheté un manoir qu'ils espèrent rénover avec l'aide de quelques amis et étudiants venus se faire un peu d'argent de poche mais dès leur arrivée des évènements monstrueux se produisent. Le concierge est retrouvé brûlé vif, l'électricien est électrocuté, le chien d'une des élèves de Arnold devient agressif et Caroline ne cesse d'avoir des visions d'un fantôme qui l'avertit d'un danger imminent. Bientôt, les quelques survivants se retrouvent piégés sans aucune issue de secours pour sortir du manoir.

## Fiche technique
- Titre original : The Evil
- Titre français : Le Couloir de la mort
- Titre québécois :  L'Héritage des Vargas
- Réalisation : Gus Trikonis
- Scénario : Galen Thompson et Gus Trikonis, d'après une histoire de David Sheldon
- Direction artistique : Peter Jamison
- Décors : Robert W. Sheets
- Costumes : Barbara Andrews
- Photographie : Mario DiLeo
- Maquillages spéciaux : Jack H. Young et Lynne Brooks
- Montage : Jack Kirschner
- Musique : Johnny Harris
- Production : Ed Carlin
- Co-production : David Sheldon
- Production exécutive : Roger Corman, Paul Joseph et Malcolm Levinthal
- Société de production : Rangoon Productions
- Société de distribution : New World Pictures
- Budget : 700 000 $ US[1]
- Pays de production :  États-Unis
- Année : 1978
- Langue originale : anglais
- Format : couleurs - 35 mm - 1,85:1 (Panavision) - mono (Ryder Sound Service)
- Genre : fantastique, horreur
- Durée : 89 minutes
- Dates de sortie : 
  - États-Unis : 5 mai 1978
  - France : 15 juillet 1981
- Déconseillé aux moins de 13 ans lors de sa sortie en salle, aux moins de 12 ans lors du changement de lois et lors de ses passages télévisuels
- Affiche : Vanni Tealdi (France)

## Distribution
- Richard Crenna (VF : Edmond Bernard) : professeur C.J. Arnold
- Joanna Pettet (VF : Jeanine Forney) : docteur Caroline Arnold
- Andrew Prine (VF : Bernard Murat) : professeur Raymond Guy
- Cassie Yates (VF : Sylvie Feit) : Mary Harper
- George O'Hanlon Jr. (VF : Marc François) : Pete Brooks
- Lynne Moody (VF : Francine Lainé) : Felicia Allen
- Mary Louise Weller (VF : Béatrice Delfe) : Laurie Belman
- Robert Viharo (VF : Michel Barbey) : Dwight
- Victor Buono (VF : Jean-François Laley) : le Diable
- Milton Selzer (VF : Jean Berger) : l'agent immobilier
- Ed Bakey : Sam le concierge
- Galen Thompson : Emilio Vargas
- Emory Souza : le démon

## Autour du film
- Le manoir en question est devenu en 1982 l'établissement d'enseignement supérieur Armand Hammer United World College of the American West. Auparavant c'était un hôtel appelé le Old Stone Hotel à Montezuma dans le Nouveau-Mexique.